# 梅津正樹
梅津 正樹（うめづ まさき、1948年10月1日 - ）は、NHKの元エグゼクティブアナウンサー。
現在は獨協大学非常勤講師で、NHK日本語センター講師。

## 人物
獨協大学卒業後、1972年入局。佐賀、青森、室蘭、広島、京都、大阪、鳥取、東京アナウンス室と渡り歩き、これまでに様々なジャンルの番組を担当してきた。
2006年には後輩アナウンサー5人とともに『みんなのうた』の楽曲製作プロジェクトにかかわり、リードボーカルを務めた。
2008年9月30日付で定年。嘱託職員としてNHKに籍を残す。
ことばに関わる番組にも多く出演し、特に『お元気ですか日本列島』や『つながるラジオ』内の「ことばおじさんの気になることば」は2012年9月まで続いた。
ラジオの気象情報では「晴れ時々くもり」等この後は晴れるもののその後は曇りや雨の天気が予想される時の表現では『晴れますが、』といった「が」という接続助詞で読み上げる事が多い。

## 現在の担当番組
- NHKニュース - ラジオニュース（水曜夜の18時50分・19時55分・21時55分・22時55分・木曜朝9時55分の関東甲信越のニュースと気象情報、木曜午前2時・午前3時・4時の全国ニュース（南山吉弘と週替りで担当）、月曜日午後2時全国担当、月曜日午前11時50分・午後2時55分関東地方担当）※2012年9月のNHK退局後も担当を続けている。(別曜日で、代行あり)

## 過去の出演番組
- 以下の番組における『ことばおじさんの気になることば』コーナー
  - お元気ですか日本列島（総合テレビ、月曜 - 木曜）
  - つながるラジオ（ラジオ第1、火曜 - 木曜）

※東日本大震災発生以降、上記のコーナー自体が休止していた間はラジオニュースを日替わりで担当していた。コーナー再開後も上記の番組の担当がどちらもない日に限り、日替りでラジオニュースも担当。
- 各種スポーツ中継
- ひるのプレゼント（司会）
- 花の万博キャスター（司会）
- 緑のワンダーランド（1990年）
- FMリクエストアワー（NHK佐賀放送局・NHK室蘭放送局 DJ）
- 婦人百科　茶の湯（司会）
- ニュースパーク関西（メインキャスター　1999年4月 - 2000年3月）
- NHKきょうのニュース（平日メインキャスター　2004年5月17日 − 2004年6月11日）
- みんなのうた『これってホメことば?』（2006年8・9月）
- 今日は一日“みんなのうた”三昧（FM・BS2、2006年12月31日）
- ラジオほっとタイム （コーナー担当　2006年3月まで）
- NHKジャーナル（ラジオ第1）
- ことばおじさんのナットク日本語塾（2006年4月 - 2010年3月19日）
- みんなでニホンGO!（2010年4月 - 9月）
- NHKけさのニュース

平日担当の小見誠広が、お休み中の野村正育の代理としてNHKきょうのニュースに出張していた為、この日は梅津が代理を務めた　(2018年1月18日)

## その他
- 広島フラワーフェスティバル（公開ステージイベント司会）

## 著書
- ことばおじさんの気になることば
- ことばおじさんのナットク日本語塾

## CD・DVD
- CD これってホメことば?（NHKエンタープライズ　2006年9月22日）
- DVD これってホメことば?（NHKエンタープライズ　2006年9月22日）